# Institutul de Stat pentru Testarea și Înregistrarea Soiurilor
Institutul de Stat pentru Testarea și Înregistrarea Soiurilor (ISTIS) este un organ de specialitate în subordinea Ministerului Agriculturii, Pădurilor, Apelor și Mediului din România, înființat în anul 1997, prin reorganizarea Comisiei de Stat pentru Încercarea și Omologarea Soiurilor.
Domeniul de activitate al Institutului de Stat pentru Testarea și Înregistrarea Soiurilor îl reprezintă examinarea tehnică a soiurilor pentru care se solicită înregistrarea în Registrul soiurilor și în Catalogul oficial al soiurilor.
Institutul are la rândul său în subordine 25 de centre teritoriale în care se face examinarea tehnică a soiurilor pentru care se solicită înregistrarea.
Printre atribuțiile ISTIS se numără:
- depozitarea probelor de semințe din soiurile înregistrate
- asigură legatura cu organismele și organizațiile internaționale în domeniul testării și înregistrării soiurilor
- ISTIS este și depozitarul Registrului soiurilor, editează și publică anual Catalogul oficial